# Maurizio Zanolla

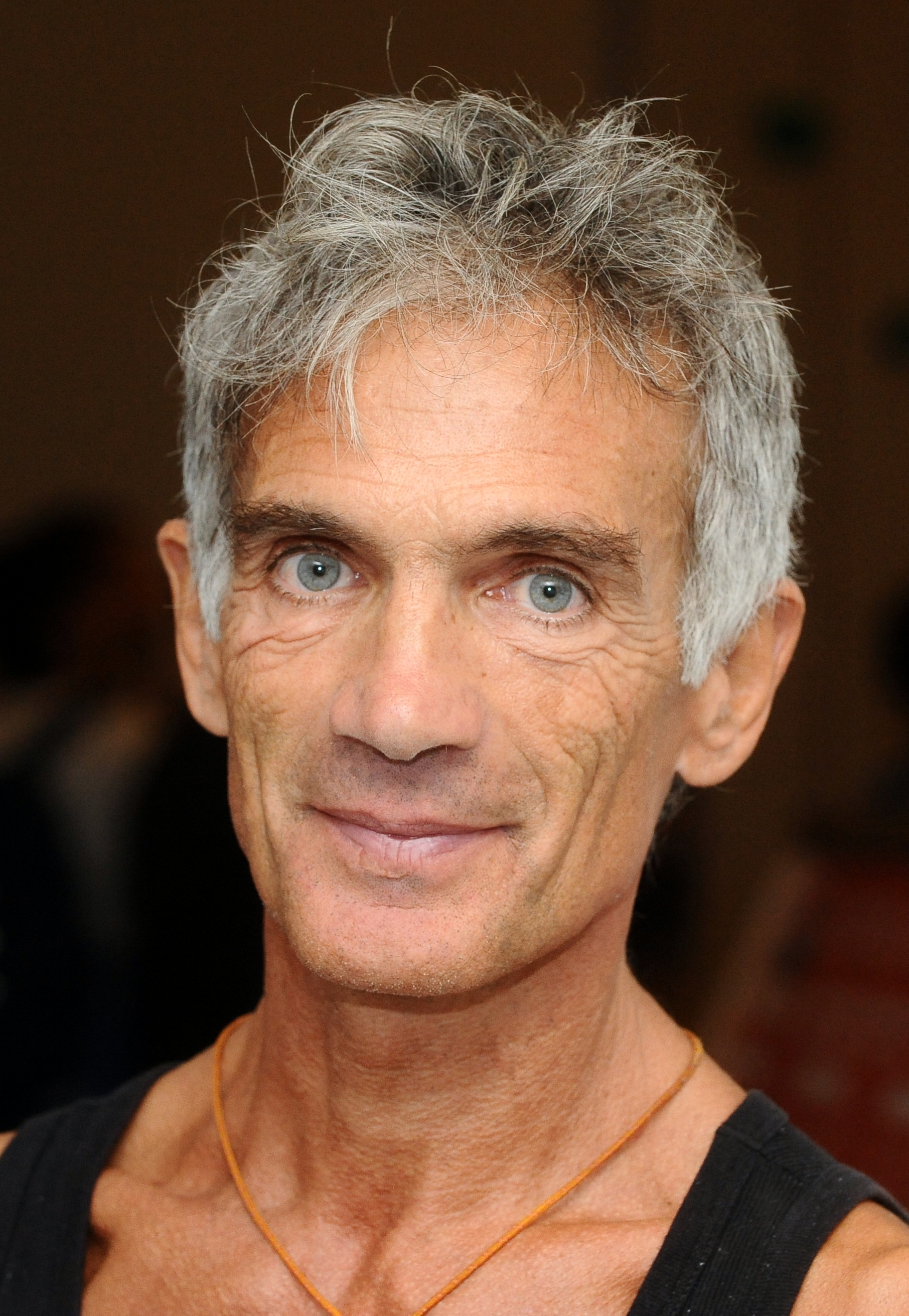
Manolo (2013)

Maurizio Zanolla (meist nur Manolo oder Il Mago (ital. der Zauberer) genannt) (* 16. Februar 1958 in Feltre) ist ein italienischer Kletterer. Er gilt als einer der Pioniere des modernen Kletterns in Italien.

## Karriere
Zanolla begann mit 16 Jahren in der Palagruppe, in der er aufgewachsen war, mit dem Klettern. Hier gelangen ihm auch zahlreiche seiner – teilweise spärlich abgesicherten – Erstbegehungen wie beispielsweise die erst zehn Jahre später wiederholte Route Supermatita oder die vermutlich bisher nicht wiederholte Ultimo Movimento, die als Meilensteine des (modernen) Felskletterns gelten. In den achtziger Jahren erschloss er auch außerhalb seines Heimatgebietes zahlreiche Alpin- und Sportkletterrouten, unter anderem in Kroatien und im Sarcatal rund um Arco. Ihm gelang jeweils als erstem Italiener die Begehung von Routen im achten, neunten und zehnten Schwierigkeitsgrad (UIAA).
Im Schweizer Klettergebiet St. Loup konnte er 2008 im Alter von fast 50 Jahren die Route Bimbaluna im Schwierigkeitsgrad 9a+ (UIAA XI+) wiederholen. 2010 bekam Zanolla im Rahmen des Rockmasters den erstmals vergebenen Sector Climbing Award verliehen. Er ist gelernter Bierbrauer und arbeitet als Bergführer.

## Alpinklettern
Erstbegehungen

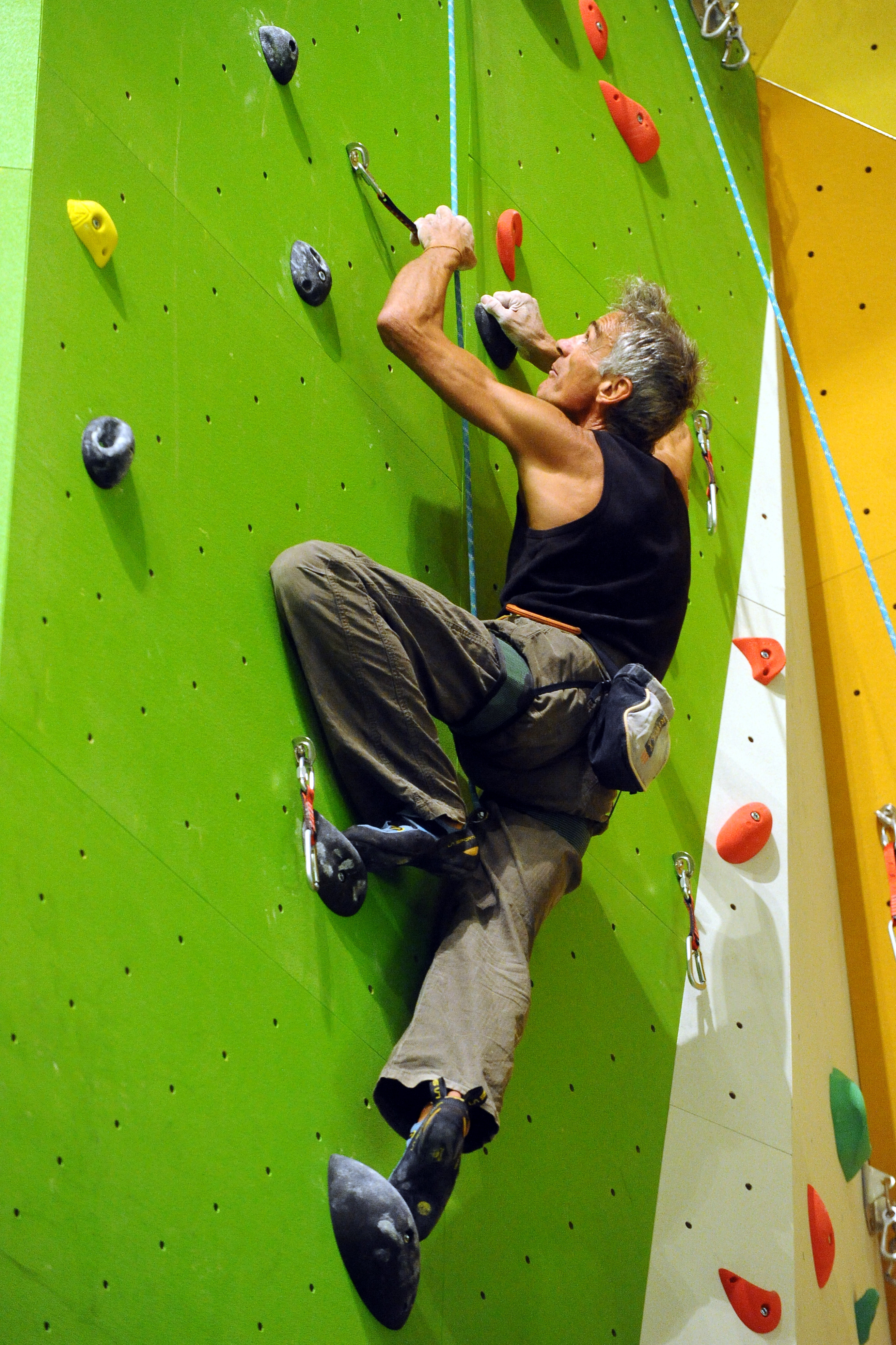
Manolo (2013)

- Supermatita (VII+), Sass Maor, 1980 – wurde erst zehn Jahre nach der Erstbegehung wiederholt
- Scalet-Baisin (IX), Oala, 1981 (Erste Rotpunktbegehung)
- Via dei Finanzieri (IX, onsight), Cima Lastei, 1986 (Erste Rotpunktbegehung)
- Via Bonvecchia (IX+/X-, onsight), Pala, 1986 (Erste Rotpunktbegehung)
- Nurejew (IX+), Sass Maor, 1993
- El Marubio (IX-), Cimon della Pala, 1995
- Cani Morti (X+), Dolomiten, 2004
- Solo per vecchi guerrieri (X+/XI-, 4 Seillängen), Dolomiten, 2006[3]

## Sportklettern
Erstbegehungen
- Mattino dei Maghi (8a) Monte Totoga, 1981
- La Danca Immobile (8a), Monte Totoga, 1984
- Enola Gay (8a), Monte Totoga, 1984
- Terminator (8a+), Monte Totoga, 1985
- Sempre Piu’ Difficile (8a+/8b), 1985
- Ultimo Movimento (8b), Monte Totoga, 1986
- Il Maratoneta (8b+), Velebit (Kroatien), 1987
- Malvasia (8b+/8c), Dvigrad (Kroatien), 1987
- O ce l’hai o ne hai bisogno (8b+), Baule, 1990

Wiederholungen
- Bain de Sang (8c+/9a), St. Loup (Schweiz), 2007
- Bimbaluna (9a/9a+) St. Loup, 2008

On-Sight-Begehungen
- La Fissure Serge (7c+), Buoux, 1988
- La Pista (8a), Arco, 1989
- Rock and Blues (8b+), Kalymnos, 2009[4]

Free-Solo-Begehungen
- La Gatta (7c), Monte Totoga, 1990
- Masala Dosa (8a), Monte Totoga, 1992